# 斯特拉卡學院
斯特拉卡學院（捷克語：Strakova akademie）是捷克共和國的政府辦公地點。這座建築外觀屬於新巴洛克式建築風格，位於布拉格小城伏爾塔瓦河左岸。斯特拉卡學院修建於1891年至1896年之間。